# Freden i Celle
Freden i Celle slöts den 26 januari 1679 mellan furstarna av huset Lüneburg och Sverige genom Frankrikes förhandlare. Det var den andra freden i en serie som avslutade det krig på Frankrikes sida som Sverige drogs in i 1674.

## Bakgrund
1672 drogs Sverige in i den europeiska storpolitiken och ingick ett förbund med Frankrike mot Nederländerna. Sveriges åtagande var att ingripa mot de tyska furstar som skulle stödja Nederländerna vid ett franskt angrepp. I utbyte erhöll Sverige ekonomiskt stöd, samt att Frankrike lovade att inte stödja Danmark vid ett anfall mot Sverige. Efter franska påtryckningar drogs Sverige in i krig mot Brandenburg 1674 och led i juli 1675 ett prestigemässigt nederlag i slaget vid Fehrbellin. Efter detta befann sig Sverige snart i krig med Brandenburg, tysk-romerske kejsaren, Nederländerna, Danmark, Spanien, furstarna av Lüneburg och furstbiskopen av Münster. Kriget gick katastrofalt och de flesta besittningarna i Pommern föll. Mot Danmark pågick det Skånska kriget, i vilket Sverige lyckades försvara sig. 

## Förhandlingar
Furstarna av Lüneburg önskade tidigt ingå fred med Sverige, men Sverige var inte intresserat av detta. Förhandlingar mellan furstarna och Frankrike inleddes och Frankrike gick med på villkoren, inklusive svenska landavträdelser. Sveriges representant ställdes inför fullbordat faktum. Den svensk-franska relationen blev ansträngd, men Karl XI tvingades godkänna avtalet.

## Villkor
- Sverige avträdde Dörverden
- Sverige avträdde Thedinghausen
- Sverige avstod intäkter från grevskapen Hoya och Diepholtz
- furstarna förband sig att återställa övrigt svenskt område i Bremen inom åtta månader från det att avtalet godkänts
- furstarna förband sig till neutralitet under resten av kriget
- Frankrike betalade ersättning till furstarna